# Amphioplus guangdongensis
Amphioplus guangdongensis is een slangster uit de familie Amphiuridae.
De wetenschappelijke naam van de soort werd in 2004 gepubliceerd door Yulin Liao.